# 冰雕
冰雕（Ice sculpture）是一種以冰為原料的彫塑技法，彫出来的形象可具象可抽象，可以是具備實用功能性的，也可以是純粹的裝飾。由於冰會溶化，所以全體的冰彫壽命均為有限，通常與節日或奢侈品慶典有關。
原始的冰彫在世界各國都有，在中國大陸有著「冰工藝」之美稱，而現代版本的冰彫是起源自法國，初創的目的是為了在晚宴上增加食物的豪華感和保鮮。因为材料的可变性和挥发性，冰雕表现出了许多难点。要仔细选择适合冰雕的冰。理想的冰应该由纯净的水制成，这样才有很高的透明度，还有包含尽量少的气泡。冰雕時溫度和速度也需要考慮，以避免冰的融化。 如果不是在嚴寒地帶做冰雕，通常需要到大型冰庫裏去雕刻。因此在熱帶地區，冰雕是不常见的。雕塑的壽命主要取決於其環境溫度，因此雕塑可以持續幾分鐘到幾個月。世界各地舉辦多個冰雪節，舉辦冰雕雕刻比賽。

## 烹饪
在烹飪藝術上，冰雕是相當常見的題材，特別是在亞洲。大型餐廳和旅館在舉辦宴會時，往往會用可放在桌上，如大盆栽般大小的冰雕來裝飾桌面，常見的主題有一對天鵝，在婚禮中可代表成雙成對的喜慶氣氛。由於烹飪用冰雕溶化的很快，所以通常會搭配乾冰一起展示。

## 世界各地

### 中國

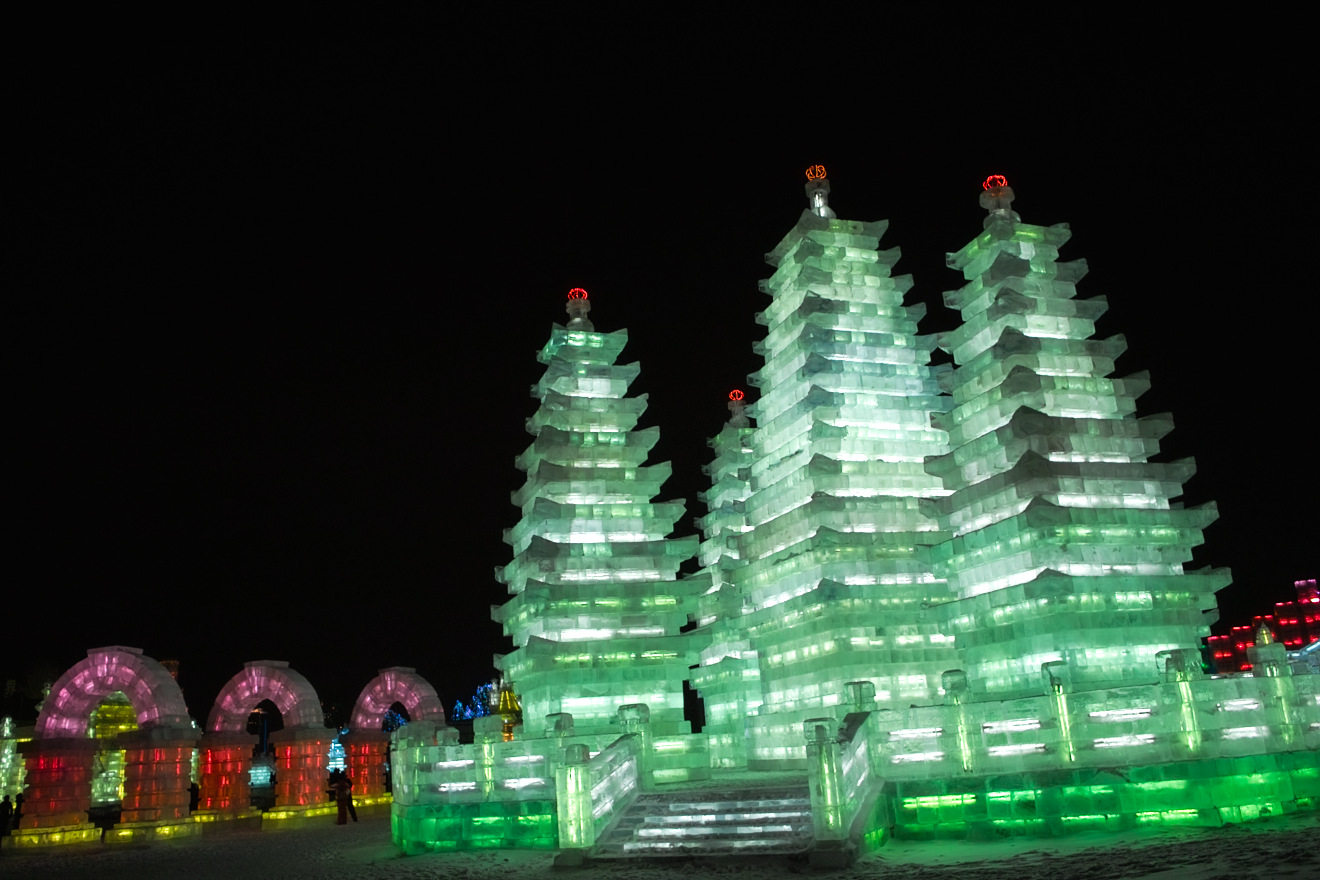
哈爾濱冰雕

在中國，東北是冰雕發展最好的地區，其中最有名的是哈爾濱冰雕展。每年都有相當多的遊客拜訪，而且規模也一年比一年大，不僅是參展的藝術家變多了，而且以冰來雕刻的主題也變得更豐富，有用現代科技雷射裝飾的冰雕，最傳統的冰燈當然也不會少。由於東北嚴寒的氣候，冰隨手可得，因此雕刻的體積也變得越來越大，成為以冰建築得名副其實的冰雕世界，如城牆，溜梯等。哈爾濱同時也是舉辦國際冰雕比賽的重要城市。

### 日本
日本北海道的札幌市是以冬季節日著名的，在節日裏，雕塑家隊伍完成冰雕的創作。這些作品的一些有多層建築那麼大。

### 瑞典
瑞典基律納市的冰旅館最廣為人知，僅管現在許多嚴寒國家都陸續建造冰旅館，但這一家是最早的也是最大的。1989年成立以來，備受旅遊節目，雜誌，新聞的注目。整家旅館全部以冰塊打造，除了床，連在旅館酒吧喝酒的酒杯也是用冰雕成的。冰用取自托爾尼奧河中的水。特別的是，這家旅館僅存在於每年的11月到5月，其他月份時是完全不存在的。目前這家旅館有六十間客房和套房，一個酒吧，一個接待區，一個小禮堂。 一間客房的價格是370多美金。

### 加拿大
在加拿大魁北克省，每年都要举办「魁北克冰雕节」，大约持续三周左右时间。无论是冰雕品种之多，还是参观者人数众多，魁北克冰雕节被认为是世界上最好的。

## 外部連結
维基共享资源上的相關多媒體資源：冰雕
- 冰旅館（页面存档备份，存于）
- 人民網-冰雕（页面存档备份，存于）
- 哈爾濱冰雪節